# Якутскэнерго
ПАО «Якутскэнерго» — российская энергетическая компания, входит в группу РусГидро. Штаб-квартира компании расположена в Якутске. Обеспечивает энергоснабжение на территории Республики Саха (Якутии), за исключением южной части региона.

## Собственники и руководство
Основные владельцы компании на 31.12.2023 г.:
- АО «РАО ЭС Востока» — 45,05 %. В свою очередь, РАО ЭС Востока полностью принадлежит ПАО «РусГидро»
- ПАО «РусГидро» — 44,5 %

Всего акций:
- обыкновенных 10 187 741 424 штук
- привилегированных 1 332 635 125 штук

Председатель правления, генеральный директор — Алексеев Гаврил Николаевич.

## Деятельность

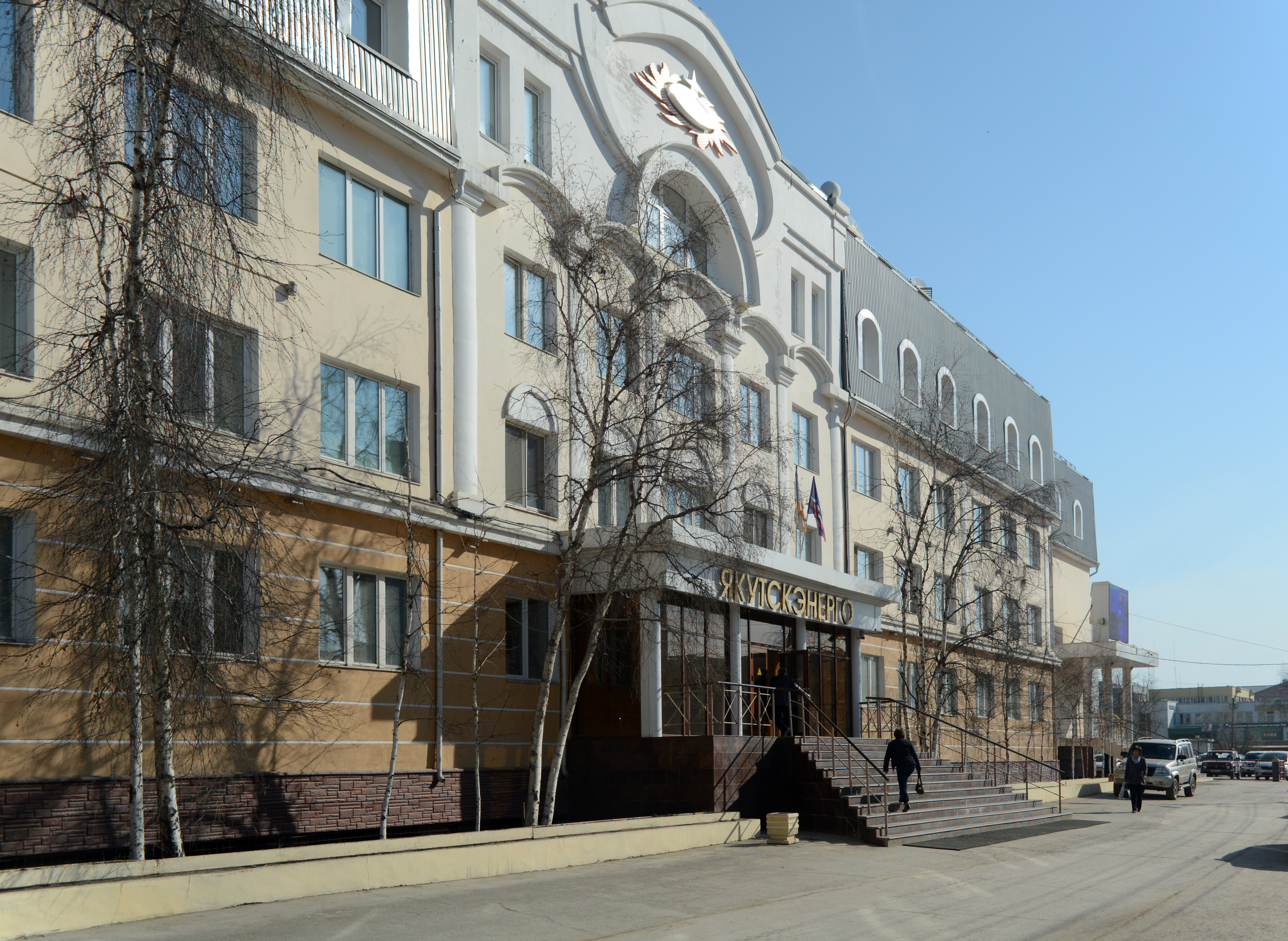
Здание штаб-квартиры «Якутскэнерго» в Якутске

Осуществляет энергоснабжение на территории Республики Саха (Якутия), за исключением юга региона, занимая, таким образом, одно из первых мест по площади обслуживания (территория республики составляет пятую часть России). Является основным гарантирующим поставщиком электрической энергии в Якутии, также осуществляет теплоснабжение. Активы компании охватывают центральный и западный энергорайоны Якутии, а также обширную зону децентрализованного энергоснабжения. Является интегрированной компанией, занимающейся производством, распределением и сбытом электроэнергии и тепла.
По состоянию на начало 2023 года компания (без учета дочерних обществ) эксплуатирует электростанции общей электрической мощностью 1140,965 МВт и общей тепловой мощностью 1723,65 Гкал/ч. Генерирующие активы компании представлены следующими станциями:
- Вилюйская ГЭС — 680 МВт
- Якутская ГРЭС — 170,087 МВт, 661 Гкал/ч
- Якутская ГРЭС-2 — 164,032 МВт, 469,6 Гкал/ч. Станция принадлежит АО «Якутская ГРЭС-2», арендуется Якутскэнерго.
- Якутская ТЭЦ — 12 МВт, 497 Гкал/ч
- Дизельные электростанции центральных электрических сетей — 85,465 МВт, 10,96 Гкал/ч
- Дизельные электростанции западных электрических сетей — 29,381 МВт, 14,4 Гкал/ч
- котельные — 70,7 Гкал/ч.

Выработка электроэнергии станциями Якутскэнерго (без учёта дочерних обществ) в 2023 году составила 5477,7 млн кВт.ч, тепловой энергии — 2766 тыс. Гкал.
Передача и распределение электроэнергии производится по линиям электропередачи напряжением 0,4-220 кВ общей длиной 25 677 км, используется 5754 трансформаторных подстанций общей мощностью 5424 МВА. Также эксплуатируется 488,4 км тепловых сетей.
Дочернее общество компании, АО «Сахаэнерго» работает в зоне децентрализованного энергоснабжения Якутии и эксплуатирует объекты генерации общей мощностью 225,94 МВт и тепловой мощностью 87,9 ГКал/ч, в том числе Депутатскую ТЭЦ (7,5 МВт), ВЭС в п. Тикси (0,9 МВт) и ВЭС в п. Быков мыс (0,04 МВт), 27 солнечных электростанций общей мощностью 4,928 МВт, включая Батагайскую СЭС (1 МВт). Остальные мощности представлены 138 дизельными электростанциями и 8 газомоторными электростанциями, а также 5 котельными. Также компания эксплуатирует 3358 км ЛЭП напряжением 10-0,4 кВ, 849 трансформаторных подстанций суммарной мощностью 278 МВА, 27,2 км тепловых сетей. Дочернее общества АО «Теплоэнергосервис» обеспечивает теплоснабжение в удаленных населённых пунктах, эксплуатирует котельные общей тепловой мощностью 724,9 Гкал/ч и электрической мощностью 20,57 МВт (резервные источники питания).

## Структура
В состав ПАО «Якутскэнерго» входят следующие филиалы:
- Каскад Вилюйских ГЭС им. Е. Н. Батенчука;
- Якутская ГРЭС;
- Якутская ТЭЦ;
- Западные электрические сети;
- Центральные электрические сети;

ПАО «Якутскэнерго» имеет четыре 100 % дочерних общества: АО «Сахаэнерго», АО «Теплоэнергосервис», АО «ЯЭРК», АО «Энерготрансснаб».

## История
Первая электростанция в Якутске была введена в эксплуатацию 9 августа 1914 года, ее приводил в действие локомобиль мощностью 150 л. с. К электростанции были подключены магазины и около 200 домов. К началу 1920-х годов ее мощности стало не хватать, и в 1928 году в Якутске было начато строительство новой электростанции, причем её параметры изменялись, пока в 1931 году не было принято решение о том, что мощность станции составит 3 МВт с последующим расширением до 5 МВт. Первый турбоагрегат мощностью 750 кВт Якутской Центральной электростанции (позднее переименованной в Якутскую ТЭЦ) был введен в эксплуатацию 7 ноября 1937 года, в 1938 году был смонтирован еще один агрегат мощностью 2,5 МВт. До пуска Якутской ГРЭС в 1970 году Якутская ТЭЦ была основным источником электро- и теплоснабжения Якутска.
В 1959 году были начаты подготовительные работы на площадке Вилюйской ГЭС. В августе 1962 года началась отсыпка плотины, 31 октября 1964 года русло Вилюя было перекрыто с переводом стока реки в строительную траншею, 3 октября 1967 года введён в эксплуатацию первый гидроагрегат ГЭС-1. Первая очередь гидроэлектростанции была принята в постоянную эксплуатацию в 1970 году, после чего было начато строительство второй очереди, гидроагрегаты которой были пущены в 1975—1976 годах. В 1978 году строительство крупнейшей электростанции Якутии было завершено, она обеспечила электроэнергией алмазодобывающие предприятия на западе Якутии.
В 1962 году создается районное энергетическое управление «Якутскэнерго». В 1966 году начинается строительство Якутской ГРЭС, крупнейшей в СССР газотурбинной электростанции, к тому же расположенной на вечной мерзлоте. Пуск первого турбоагрегата станции состоялся 10 января 1970 года, в 1971 году возведение первой очереди Якутской ГРЭС было завершено. В дальнейшем мощность станции неоднократно увеличивалась. В 1986—1987 годах была введена в эксплуатацию газотурбинная Мирнинская ГРЭС, выведенная в резерв в 2007 году и окончательно закрытая в 2014 году.
В 2007 году в Тикси была введена в эксплуатацию первая в Якутии ветроэнергетическая установка мощностью 0,25 МВт. В 2015 году она была разрушена сильным порывом ветра, но в 2018 году в Тикси была построена новая ветроэлектростанция мощностью 0,9 МВт. Первые солнечные электростанции в Якутии были построены в 2012 году в селах Ючюгей и Батагай. В 2014 году было начато и в 2017 году завершено строительство первой очереди газотурбинной Якутской ГРЭС-2. В январе 2019 года Центральный и Западный энергорайоны Якутии были присоединены к Единой энергосистеме России. Наиболее крупный перспективный проект — строительство второй очереди Якутской ГРЭС-2, которое планируется завершить в 2026 году.